# Капитан 1-го ранга
Капита́н 1-го ра́нга — морской штаб-офицерский чин, в Военно-морском флоте (ВМФ) Вооружённых Сил (ВС) Российской империи, персональное корабельное воинское звание в ВМФ ВС Союза Советских Социалистических Республик, Российской Федерации и в некоторых других бывших республик Советского Союза.
Соответствует воинскому званию полковник в других родах войск.

## История
Чин был введён в России Петром I в 1713 году. В 1732 году по решению Воинской морской комиссии деление капитанского чина на ранги было отменено и до 1751 года чину капитана 1-го ранга соответствовал чин «флота капитан» («от/по флоту капитан») или «капитан ранга полковничьего». Деление на ранги было восстановлено 5 (16) сентября 1751 года. Предельный возраст нахождения в чине капитан 1-го ранга Русского флота составлял 55 лет.
В ВМФ ВС СССР для инженеров корабельной службы было установлено звание Инженер-капитан 1 ранга (в разные годы — «капитан 1-го ранга-инженер», «капитан-инженер 1-го ранга»). Остальным военнослужащим ВМФ берегового состава (медицинской службы, химической службы, морской пехоты, морской авиации), присваивалось звание полковник.
В классификации НАТО аналогичные звания кодируются как OF-5. В военно-морских флотах англоязычных стран эквивалентное звание обычно называется «капитан» (англ. Captain) (для отличия от армейского звания «капитан» часто транскрибируется как «кэптен»); во франкоязычных — «капитэн де вассо» (фр. Capitaine de vaisseau, «капитан корабля»). В германском флоте эквивалентное звание звучит как нем. Kapitän zur See («капитен цур зее», дословно — «капитан моря»), в испаноязычных исп. Capitán de navío («капитан де навио», дословно — «капитан [линейного] корабля»), в португалоязычных — порт. Capitão de mar e guerra («капитау ди мар и герра», дословно — «капитан моря и боя»), в Дании и Польше — «командор» (соответственно дат. Kommandør и пол. komandor), и т. д. Возможны и другие варианты.
Иногда применяется сокращённое название «каперанг» и жаргонное «капраз».
| младшее звание: Капитан 2-го ранга | Капитан 1-го ранга | старшее звание: Контр-адмирал |

### История знаков различия воинского звания в России
Образцы знаков различия капитана 1-го ранга (ОФ-5) в РИФ, СССР и Российской Федерации
| Звание                       | РИФ                    | РИФ             | Флот Российской Республики | Военно-Морской Флот СССР                                 | Военно-Морской Флот СССР                        | Военно-Морской Флот СССР   | Военно-Морской Флот СССР | Военно-Морской Флот Российской Федерации | Военно-Морской Флот Российской Федерации | Военно-Морской Флот Российской Федерации   | Военно-Морской Флот Российской Федерации |
| нарукавный знак погон эполет |                        |                 |                            |                                                          |                                                 |                            |                          |                                          |                                          |                                            |                                          |
|                              | Эполет (1904—1917 гг.) | Погон (до 1917) | Нарукавный знак (1917)     | Нарукавный знак командира корабля 1-го ранга (1918—1935) | Нарукавный знак капитана 1-го ранга (1935—1991) | погон к кителю (1943—1955) | … парадный (1955—1991)   | … парадный (1994—2010)                   | … повседневный (1994—2010)               | … повседневный к белой рубашке (1994—2010) | … парадный (c 2010 года)                 |